# Samantha Mathis
Samantha Mathis (Brooklyn, New York, 1970. május 12. –) amerikai színésznő.

## Élete

### Származása, tanulmányai
Samantha Mathis Bibi Besch osztrák származású amerikai színésznő és Donald Mathis gyermekeként született Williamsburgben, Brooklynban. Szülei két éves korában elváltak. Samantha anyjával maradt. Öt éves volt, amikor Los Angelesbe költöztek. Anyja eleinte igyekezett távoltartani a kislányt a színészettől, ám vajmi kevés sikerrel. Samantha már tizenkét évesen eldöntötte, hogy színésznő lesz.

### Pályafutása
16 éves korában kezdett szerepeket kapni. Első munkája a "Always slender pads – just for teens" című reklámfilm volt. Rövidesen szerepet kapott az Aaron's way című televíziós sorozatban, 1988-ban. 14 részben játszott. A sorozat sikerén felbuzdulva egy 95 perces film is készült, még ugyanabban az évben. Ezt követően a Knightwatch című sorozat 9 részében is játszhatott, Benjamin Bratt oldalán.
1989-ben az a megtiszteltetés érte, hogy egy filmben szerepelhetett Faye Dunaway-jel, aki akkor már közismert sztár volt. A film magyar címe: Hideg és szemtelen. 1990-ben az Adj rá kakaót! című film forgatásán találkozott Christian Slaterrel, akivel hamarosan randevúzni kezdtek.
A 90-es években sorra kapta a kisebb-nagyobb szerepeket. Az 1993-as Amit szerelemnek hívnak című film főszereplőjeként együtt játszott Sandra Bullock-kal, River Phoenix-el és Dermot Mulroney-val. Phoenix-el való kapcsolata nem tarthatott sokáig, tragikus halála miatt. Az 1994-es Kisasszonyok című filmben Susan Sarandon oldalán több olyan színésznővel játszott együtt, akiknek szintén ekkor volt kibontakozóban a karrierjük, mint például Kirsten Dunst, Winona Ryder, vagy Claire Danes.
Ez követően a Szerelem a Fehér Házban című 1995-ös romantikus filmben kapott egy kisebb szerepet, majd 1996-ban egy újabb főszerep következett a Rés a pajzson című filmben, John Travolta és Christian Slater mellett. 2000-ben feltűnt az Amerikai pszichó című filmben és A kis hableány-ban. 2004-ben ismét együtt szerepelt Travoltával A megtorló című filmben. Ezután kisebb szerepek következtek filmekben és televíziós sorozatokban, mint például A Grace klinika, A másik lány Kevin Costnerrel. 2013-ban A búra alatt (televíziós sorozat) hét epizódjában is szerepelt, Dr. Alice Calvert-et alakítva. 2015 és 2016 között a The Strain – A kór című sorozat 13 részében is játszott, mint Justine Feraldo. 2018-ban a Kollégium című misztikus horrorban kapta meg Isabel szerepét. 2019-ben a Milliárdok nyomában című sorozat stábjához csatlakozott - Sara Hammon-t alakítja.

## Filmográfia

### Film
| Év   | Magyar cím                       | Eredeti cím                    | Szerep                           | Magyar hang      |
| ---- | -------------------------------- | ------------------------------ | -------------------------------- | ---------------- |
| 1989 |                                  | Bulldance                      | Paula                            |                  |
| 1990 | Adj rá kakaót!                   | Pump Up the Volume             | Nora Diniro                      | Dudás Eszter     |
| 1992 | Ez az életem                     | This Is My Life                | Erica Ingels                     |                  |
| 1992 | FernGully, az utolsó esőerdő     | FernGully: The Last Rainforest | Crysta (hangja)                  | Somlai Edina     |
| 1993 | Végjáték                         | The Music of Chance            | Tiffany                          |                  |
| 1993 | Super Mario Brothers             | Super Mario Bros.              | Daisy hercegnő / The Queen       | Gubás Gabi       |
| 1993 | Amit szerelemnek hívnak          | The Thing Called Love          | Miranda Presley                  | Balázs Ágnes     |
| 1993 | Amit szerelemnek hívnak          | The Thing Called Love          | Miranda Presley                  | Czető Zsanett    |
| 1994 | Kisasszonyok                     | Little Women                   | Amy March felnőttként            | Zsigmond Tamara  |
| 1995 | Jack és Sarah                    | Jack and Sarah                 | Amy                              | Kiss Erika       |
| 1995 | A szerelem színei                | How to Make an American Quilt  | Sophia Darling Richards fiatalon |                  |
| 1995 | Szerelem a Fehér Házban          | The American President         | Janie Basdin                     | Orosz Helga      |
| 1996 | Rés a pajzson                    | Broken Arrow                   | Terry Carmichael                 | Biró Anikó       |
| 1996 |                                  | Museum of Love (rövidfilm)     | Stephanie                        |                  |
| 1998 |                                  | Waiting for Woody (rövidfilm)  | Gail Silver                      |                  |
| 1998 |                                  | Sweet Jane                     | Jane                             |                  |
| 2000 |                                  | The Simian Line                | Mae                              |                  |
| 2000 | Amerikai pszichó                 | American Psycho                | Courtney Rawlinson               | Orosz Helga      |
| 2000 |                                  | Attraction                     | Corey                            |                  |
| 2004 | A megtorló                       | The Punisher                   | Maria Castle                     | Orosz Anna       |
| 2005 | Rebellisek                       | Kids in America                | Jennifer Rose                    |                  |
| 2005 | Élettelen élet                   | Touched                        | Jeannie Bates                    |                  |
| 2006 |                                  | Believe in Me                  | Jean Driscoll                    |                  |
| 2006 | Mester és tanítvány              | Local Color                    | Carla                            | Zakariás Éva     |
| 2009 | A másik lány                     | The New Daughter               | Cassandra Parker                 | Orosz Anna       |
| 2010 | Élve eltemetve                   | Buried                         | Linda Conroy (hangja)            | Solecki Janka    |
| 2010 |                                  | Order of Chaos                 | Jennifer                         |                  |
| 2010 | Libanon, Pennsylvania            | Lebanon, Pa.                   | Vicki                            | Ősi Ildikó       |
| 2011 |                                  | Good Day for It                | Sarah Bryant                     |                  |
| 2011 |                                  | Camilla Dickinson              | Rose Dickinson                   |                  |
| 2012 | Atlasz megremegett 2. – A csapás | Atlas Shrugged: Part II        | Dagny Taggart                    | Létay Dóra       |
| 2014 |                                  | Affluenza                      | Bunny Miller                     |                  |
| 2016 | Amerikai pasztorál               | American Pastoral              | Penny Hamlin                     | Orosz Anna       |
| 2017 |                                  | Ray Meets Helen                | Mary                             |                  |
| 2018 |                                  | Being Frank                    | Bonnie                           |                  |
| 2018 |                                  | The Clovehitch Killer          | Cindy                            |                  |
| 2018 | Kollégium                        | Boarding School                | Isabel                           |                  |
| 2023 | Kedvencek temetője: Vérvonalak   | Pet Sematary: Bloodlines       | Kathy                            |                  |
| 2024 | Ördögűzés                        | The Exorcism                   | Jennifer Simon                   | Bérces Gabriella |

### Televízió
Tévéfilmek
| Év   | Magyar cím                   | Eredeti cím                    | Szerep                         | Magyar hang        |
| ---- | ---------------------------- | ------------------------------ | ------------------------------ | ------------------ |
| 1988 |                              | Aaron's Way: The Harvest       | Roseanne Miller                |                    |
| 1988 |                              | Circle of Love                 | Roseanne Miller                |                    |
| 1989 | Hideg és szemtelen           | Cold Sassy Tree                | Lightfoot McClendon            |                    |
| 1990 | Közelkép                     | Extreme Close-Up               | Laura                          |                    |
| 1990 | 83 óra múlva kialszik a fény | 83 Hours 'Til Dawn             | Julie Burdock                  | Kisfalvi Krisztina |
| 1990 | 83 óra múlva kialszik a fény | 83 Hours 'Til Dawn             | Julie Burdock                  | Madarász Éva       |
| 1990 |                              | To My Daughter                 | Anne Carlston                  |                    |
| 1999 | Sebzettek városa             | Freak City                     | Ruth Ellison                   | Balázs Ágnes       |
| 2000 | A kis hableány               | Mermaid                        | Rhonda                         |                    |
| 2005 | Apák és fiaik                | Fathers and Sons               | Jenny                          |                    |
| 2006 | Édes otthon                  | Absolution                     | Bettina Lloyd                  | Mezei Kitty        |
| 2007 | A szívem választottja        | A Stranger's Heart             | Callie Morgan                  | Mezei Kitty        |
| 2007 |                              | Mitch Albom's For One More Day | fiatal Pauline 'Posey' Benetto |                    |
| 2010 | Imák mindhiába               | Unanswered Prayers             | Lorrie Beck                    |                    |
| 2023 |                              | 12 Desperate Hours             | Val Jane                       |                    |

Sorozatok
| Év        | Magyar cím                               | Eredeti cím                       | Szerep                                              | Megjegyzések                                                            |
| --------- | ---------------------------------------- | --------------------------------- | --------------------------------------------------- | ----------------------------------------------------------------------- |
| 1988      |                                          | Aaron's Way                       | Roseanne Miller                                     | főszereplő (1. évad)                                                    |
| 1989      |                                          | CBS Summer Playhouse              | Mary Dunne                                          | 1 epizód                                                                |
| 1999      | Végtelen határok                         | The Outer Limits                  | Marie Wells                                         | 1 epizód                                                                |
| 1999–2000 |                                          | Harsh Realm                       | Sophie Green                                        | 4 epizód                                                                |
| 2001      |                                          | First Years                       | Ann Weller                                          | főszereplő (1. évad)                                                    |
| 2001      |                                          | Night Visions                     | Diane Ballard                                       | 1 epizód                                                                |
| 2001      | Artúr király és a nők                    | The Mists of Avalon               | Gwenhwyfar                                          | - minisorozat (2 epizód) - magyar hangja: - Györgyi Anna                |
| 2002      |                                          | PBS Hollywood Presents            | Lisa Morrison                                       | 1 epizód                                                                |
| 2003      |                                          | The Twilight Zone                 | Rachel Stark                                        | 1 epizód                                                                |
| 2003–2020 | Esküdt ellenségek: Különleges ügyosztály | Law & Order: Special Victims Unit | Hilary Barclay / Catherine Summers / Melanie Franks | 3 epizód                                                                |
| 2004      | Borzalmak városa                         | Salem's Lot                       | Susan Norton                                        | - minisorozat (2 epizód) - magyar hangja: - Ruttkay Laura - Orosz Helga |
| 2005      | Esküdt ellenségek: Bűnös szándék         | Law & Order: Criminal Intent      | Dr. Christine Ansel                                 | 1 epizód                                                                |
| 2006      |                                          | Secrets of a Small Town           | Samantha Steele                                     | 1 epizód                                                                |
| 2006      | Doktor House                             | House                             | Maria Palko                                         | 1 epizód                                                                |
| 2006      |                                          | Nightmares & Dreamscapes          | Karen Evans                                         | 1 epizód                                                                |
| 2007      | Lost – Eltűntek                          | Lost                              | Olivia Goodspeed                                    | 1 epizód                                                                |
| 2009      | A Grace klinika                          | Grey's Anatomy                    | Melinda Prescott                                    | 3 epizód                                                                |
| 2009      | Luxusdoki                                | Royal Pains                       | Amy Hill                                            | 1 epizód                                                                |
| 2011      | Félig üres                               | Curb Your Enthusiasm              | Donna                                               | 1 epizód                                                                |
| 2013      | A búra alatt                             | Under the Dome                    | Alice Calvert                                       | - visszatérő szereplő (1. évad) - magyar hangja: - Söptei Andrea        |
| 2015–2016 | The Strain – A kór                       | The Strain                        | Justine Feraldo                                     | főszereplő (2-3. évad)                                                  |
| 2019      | Milliárdok nyomában                      | Billions                          | Sara Hammon                                         | visszatérő szereplő (4. évad)                                           |
| 2019      |                                          | Into the Dark                     | Dr. Victoria Harris                                 | 1 epizód                                                                |
| 2019      |                                          | Bull                              | Avery Kress                                         | 1 epizód                                                                |

## További információ
- Samantha Mathis a PORT.hu-n (magyarul)
- Samantha Mathis az Internetes Szinkronadatbázisban (magyarul)
- Samantha Mathis az Internet Movie Database-ben (angolul)
- Samantha Mathis a Rotten Tomatoeson (angolul)